# Elevator Girl
Elevator Girl é um filme feito para a televisão de 2010. É estrelado por Lacey Chabert, Ryan Merriman, Hedy Burress e Jonathan Bennett.

## Elenco
| Ator (a)         | Papel              |
| ---------------- | ------------------ |
| Lacey Chabert    | Liberty Taylor     |
| Ryan Merriman    | Jonathan MacIntyre |
| Hedy Burress     | Tessa Delgado      |
| Jonathan Bennett | Nick Sweeney       |
| Patty McCormack  | Rosemary           |
| Allison McAtee   | Cynthia            |
| Joey King        | Paige              |
| Tanja Reichert   | Katherine Greene   |
| Benton Jennings  | Doug               |
| Jeanette Miller  | Lenore             |
| Sean McGowan     | Marty              |
| Edith Jefferson  | Gertie             |
| Nick LaTour      | Harry              |
| Suzan Brittan    | Rebecca            |
| Priscilla Barnes | Elaine Schuster    |